# 마리아노 훌리오 이스코
마리아노 훌리오 이스코(스페인어: Mariano Julio Izco, 1983년 3월 13일 ~)는 아르헨티나의 전 축구 선수이다.